# Louis Alexis de Valon
Pour les articles homonymes, voir Valon.
Louis Alexis Léon de Valon est un homme politique français né le 21 septembre 1810 à Tulle (Corrèze) et mort le 12 juin 1887 à Paris.

## Biographie
Fils d'Antoine de Valon, ancien député, il est conseiller général et député de la Corrèze de 1842 à 1846, siégeant d'abord dans l'opposition de droite avant de rejoindre les rangs de la majorité ministérielle.
Après 1848, il termine sa vie dans son château de Rosay-sur-Lieure. On le retrouve conseiller général de l'Eure pendant près de 40 ans.
Il est membre du Jockey Club de Paris.

## Famille
Louis Alexis de Valon est le père de : 
- Apollonie Valonette, mariée en 1869 au marquis de Castelbajac ;
- Comte Bertrand de Valon[2], passionné de vénerie ;
- Vicomte René de Valon, conseiller municipal de Rosay-sur-Lieure et conseiller général de l'Eure.

## Sources
- « Louis Alexis de Valon », dans Adolphe Robert et Gaston Cougny, Dictionnaire des parlementaires français, Edgar Bourloton, 1889-1891 [détail de l’édition]